# Arno Schütterle
Arno Schütterle (* 1958 in Kehl) ist ein deutscher Politiker (Bündnis 90/Die Grünen).
Schütterle wuchs als Sohn eines Landwirts in Kehl auf. Nach seinem Grundwehrdienst studierte er an der Universität Hohenheim, wo er als Diplomagraringenieur abschloss. Ab 1983 war er Projektleiter in der internationalen Entwicklungszusammenarbeit in Westafrika. Anschließend absolvierte er das Referendariat im höheren nichttechnischen Verwaltungsdienst bei der baden-württembergischen Landesverwaltung. Nach dem zweiten Staatsexamen 1990 war er bei verschiedenen Behörden des Landes tätig.
2001 kandidierte Schütterle für das Amt des Oberbürgermeisters von Mühlacker und setzte sich im zweiten Wahlgang mit 55,9 Prozent durch. Er trat sein Amt 2002 an. Bereits seit 1999 war er Mitglied in der Regionalversammlung des Verbands Region Stuttgart. 2004 wurde er in den Kreistag des Enzkreises und die Verbandsversammlung des Regionalverbands Nordschwarzwald gewählt, wo er auch Fraktionssprecher von Bündnis 90/Die Grünen wurde. Bei der turnusgemäßen Neuwahl des Oberbürgermeisters von Mühlacker unterlag Schütterle 2009 Frank Schneider mit 38,7 Prozent. 2010 wurde er in den Vorstand des Kreisverbandes Pforzheim und Enzkreis von Bündnis 90/Die Grünen gewählt.